# Тайгър Уудс
Елдрик Тонт (Тайгър) Удс  (р. 1975 в Сайпръс, Калифорния, САЩ като Eldrick Tont (Tiger) Woods) е професионален състезател по голф от САЩ, смятан за един от най-великите играчи в този спорт.
На 29-годишна възраст печели 10-о голямо първенство по голф и се нарежда на четвърто място в световната ранглиста за всички времена, изпреварван единствено от Джак Никлаус, Уолтър Хейгън и Боби Джоунс. Удс има повече победи в турнирите на Професионалната асоциация по голф, отколкото който и да е друг активен голфър.
Смятан е за най-богатия професионален спортист, с приходи малко под 2 млрд. долара. Смята се, че Удс е главната причина за популяризирането на голфа сред малцинствата (Удс е от смесена раса) и младежта в САЩ.
През 2006 г. от рак умира баща му, на следващата година се ражда първото му дете – момиченце. От 2004 до развода им през 2010 г. е женен за шведския модел Елин Нордегрен.
Благотворителността му е фокусирана главно върху проектите на неговата Фондация, която се занимава предимно с деца.
Тайгър влиза в професионалния голф през 1996 г. и стилът му на игра впечатлява всички. Когато Тайгър играе тв аудитория се увеличава двойно. Добър приятел е с тенисиста Роджър Федерер.